# Hrabstwo Prairie (Arkansas)

Piramida wieku hrabstwa

Hrabstwo Prairie – hrabstwo w USA, w stanie Arkansas. Według danych z 2010 roku, hrabstwo zamieszkiwało 8715 osób.

## Miejscowości
- Des Arc
- DeValls Bluff
- Hazen
- Ulm